# Ernst Ihbe
Ernst Ihbe (Erlbach, Saxònia, 20 de desembre de 1913 - Leipzig, 30 d'agost de 1992) va ser un ciclista en pista alemany, que va competir en els anys previs a la Segona Guerra Mundial.
El 1936 va prendre part en els Jocs Olímpics de Berlín, en què una medalla d'or en la prova del tàndem, formant parella amb Carl Lorenz.

## Palmarès
- 1934
  - Campió del Regne Unit de tàndem (amb Carl Lorenz)
- 1936
  -  Medalla d'or als Jocs Olímpics de Berlín en tàndem